# جنلی (کارولینیای شمالی)
جنلی (به انگلیسی: Genlee) یک منطقهٔ مسکونی در ایالات متحده آمریکا است که در شهرستان دورهام، کارولینای شمالی واقع شده‌است.